# Lijst van oorlogsmonumenten in Culemborg
De Nederlandse gemeente Culemborg heeft 4 oorlogsmonumenten. Hieronder een overzicht.
| Nr.  | Object                      | Herdachte groep | Ontwerper                      | Onthulling       | Type        | Locatie                               | Plaats    | Coördinaten                   | Foto                        |
| ---- | --------------------------- | --- | ------------------------------ | ---------------- | ----------- | ------------------------------------- | --------- | ----------------------------- | --------------------------- |
| 879  | Oorlogsmonument             | algemeen, militairen in dienst van het Ned. Kon. 1940-1945, burgerslachtoffers, vervolgden Nederland, verzet Nederland | Mari S. Andriessen (1897-1979) |                  | zuil        | Achterweg, 4101 NW                    | Culemborg | 51° 58' 0" NB, 5° 14' 2" OL   |                             |
| 2096 | Joods monument              | vervolgden Nederland                                                                                                   |                                |                  | zuil        | Achterweg 2, 4101 NW                  | Culemborg | 51° 57' 46" NB, 5° 13' 56" OL |                             |
| 2768 | Indië-monument              | militairen in dienst van het Ned. Kon. na 1945                                                                         |                                |                  | gedenksteen | Achterweg, 4101 NW                    | Culemborg | 51° 58' 0" NB, 5° 14' 2" OL   |                             |
|      | Verleden, heden en toekomst | vervolgden Nederland, Joodse Culemborgers                                                                              | Den Hollandse Gedenktekens     | 5 september 2018 |             | Jodenkerkstraat (voormalige synagoge) | Culemborg | 51° 57' 22" NB, 5° 13' 38" OL | Verleden, heden en toekomst |
|      | Stolpersteine               | vervolgden Nederland                                                                                                   | Gunter Demnig                  |                  | plaquette   | Zie Stolpersteine in Culemborg        | Culemborg |                               | Meer afbeeldingen           |

Aalten ·
Apeldoorn ·
Arnhem ·
Barneveld ·
Berg en Dal ·
Berkelland ·
Beuningen ·
Bronckhorst ·
Brummen ·
Buren ·
Culemborg ·
Doesburg ·
Doetinchem ·
Druten ·
Duiven ·
Ede ·
Elburg ·
Epe ·
Ermelo ·
Harderwijk ·
Hattem ·
Heerde ·
Heumen ·
Lingewaard ·
Lochem ·
Maasdriel ·
Montferland ·
Neder-Betuwe ·
Nijkerk ·
Nijmegen ·
Nunspeet ·
Oldebroek ·
Oost Gelre ·
Oude IJsselstreek ·
Overbetuwe ·
Putten ·
Renkum ·
Rheden ·
Rozendaal ·
Scherpenzeel ·
Tiel ·
Voorst ·
Wageningen ·
West Betuwe ·
West Maas en Waal ·
Westervoort ·
Wijchen ·
Winterswijk ·
Zaltbommel ·
Zevenaar ·
Zutphen